# DeAndre Jordan
Hyland DeAndre Jordan Jr. (Houston, 1988. július 21. –) olimpiai bajnok amerikai válogatott kosárlabdázó, a Denver Nuggets játékosa a National Basketball Associationben (NBA). Egy szezont játszott egyetemen, a Texas A&M Aggies játékosaként.
Jordant a Los Angeles Clippers választotta a 2008-as NBA-draft második körében, a 35. választással. Egy teljes évtizedig volt a kaliforniai csapat centere, mielőtt 2018 júliusában leszerződtette a Dallas Mavericks. Ezt követően 2019 januárjában a New York Knicks csapatába küldték, majd hat hónappal később már a Brooklyn Nets színeiben szerepelt. 2021 szeptemberében a Detroit Pistonshoz küldték, akikkel azonnal felbontotta szerződését és a Los Angeles Lakers játékosa lett. 2022 márciusában szerződést bontott vele a Lakers és a Philadelphia 76ers igazolta le.
Jordan háromszoros All-NBA-díjas, illetve kétszer beválasztották az NBA legjobb védekező csapatába is. Két szezonban is neki volt a legtöbb lepattanója a ligában. 2017-ben volt először All Star. Az NBA történetének leghatékonyabb mezőnygól-dobója 67,5%-os értékesítési aránnyal. A Clippers történetében ő rendelkezik a legtöbb lepattanóval és blokkal és ő játszotta a legtöbb mérkőzést is színeikben.

## Statisztika

### Egyetem
| Év        | Csapat           | JM | KM | JP/M | MG%  | 3P% | BD%  | LP/M | GP/M | L/M | B/M | P/M |
| --------- | ---------------- | -- | -- | ---- | ---- | --- | ---- | ---- | ---- | --- | --- | --- |
| 2007–2008 | Texas A&M Aggies | 35 | 21 | 20,1 | .617 | –   | .437 | 6,0  | 0,4  | 0,2 | 1,3 | 7,9 |

### NBA

#### Alapszakasz
| Év         | Csapat               | JM   | KM  | JP/M | MG%   | 3P%   | BD%  | LP/M  | GP/M | L/M | B/M | P/M  |
| ---------- | -------------------- | ---- | --- | ---- | ----- | ----- | ---- | ----- | ---- | --- | --- | ---- |
| 2008–2009  | Los Angeles Clippers | 53   | 13  | 14,5 | .633  | —     | .385 | 4,5   | 0,2  | 0,2 | 1,1 | 4,3  |
| 2009–2010  | Los Angeles Clippers | 70   | 12  | 16,2 | .605  | .000  | .375 | 5,0   | 0,3  | 0,2 | 0,9 | 4,8  |
| 2010–2011  | Los Angeles Clippers | 80   | 66  | 25,6 | .686  | .000  | .452 | 7,2   | 0,5  | 0,5 | 1,8 | 7,1  |
| 2011–2012  | Los Angeles Clippers | 66*  | 66* | 27,2 | .632  | .000  | .525 | 8,3   | 0,3  | 0,5 | 2,0 | 7,4  |
| 2012–2013  | Los Angeles Clippers | 82*  | 82* | 24,5 | .643* | —     | .386 | 7,2   | 0,3  | 0,6 | 1,4 | 8,8  |
| 2013–2014  | Los Angeles Clippers | 82*  | 82* | 35,0 | .676* | —     | .428 | 13,6* | 0,9  | 1,0 | 2,5 | 10,4 |
| 2014–2015  | Los Angeles Clippers | 82*  | 82* | 34,4 | .710* | .250  | .397 | 15,0* | 0,7  | 1,0 | 2,2 | 11,5 |
| 2015–2016  | Los Angeles Clippers | 77   | 77  | 33,7 | .703* | .000  | .430 | 13,8  | 1,2  | 0,7 | 2,3 | 12,7 |
| 2016–2017  | Los Angeles Clippers | 81   | 81  | 31,7 | .714* | .000  | .430 | 13,8  | 1,2  | 0,6 | 1,7 | 12,7 |
| 2017–2018  | Los Angeles Clippers | 77   | 77  | 31,5 | .645  | —     | .580 | 15,2  | 1,2  | 0,5 | 0,9 | 12,0 |
| 2018–2019  | Dallas Mavericks     | 50   | 50  | 31,1 | .644  | —     | .682 | 13,7  | 2,0  | 0,7 | 1,1 | 11,0 |
| 2018–2019  | New York Knicks      | 19   | 19  | 25,9 | .634  | —     | .773 | 11,4  | 3,0  | 0,5 | 1,1 | 10,9 |
| 2019–2020  | Brooklyn Nets        | 56   | 6   | 22,0 | .666  | —     | .680 | 10,0  | 1,9  | 0,3 | 0,9 | 8,3  |
| 2020–2021  | Brooklyn Nets        | 57   | 43  | 21,9 | .763  | .000  | .500 | 7,5   | 1,6  | 0,3 | 1,1 | 7,5  |
| 2021–2022  | Los Angeles Lakers   | 32   | 19  | 12,8 | .674  | —     | .462 | 5,4   | 0,4  | 0,3 | 0,8 | 4,1  |
| 2021–2022  | Philadelphia 76ers   | 16   | 1   | 13,4 | .593  | —     | .714 | 5,8   | 0,5  | 0,1 | 0,6 | 4,6  |
| 2022–2023† | Denver Nuggets       | 39   | 8   | 15,0 | .765  | 1.000 | .458 | 5,2   | 0,9  | 0,3 | 0,6 | 5,1  |
| 2023–2024  | Denver Nuggets       | 36   | 2   | 11,0 | .624  | —     | .491 | 4,4   | 0,7  | 0,2 | 0,4 | 3,9  |
| 2024–2025  | Denver Nuggets       | 56   | 5   | 12,3 | .650  | —     | .422 | 5,1   | 0,9  | 0,3 | 0,5 | 3,7  |
| Karrier    | Karrier              | 1111 | 791 | 25,1 | .674  | .154  | .475 | 9,7   | 0,9  | 0,5 | 1,4 | 8,5  |
| All-Star   | All-Star             | 1    | 0   | 12,5 | .600  | .000  | -    | 3,0   | 2,0  | 0,0 | 0,0 | 6,0  |

#### Rájátszás
| Év      | Csapat               | JM | KM | JP/M | MG%   | 3P%  | BD%   | LP/M | GP/M | L/M | B/M | P/M  |
| ------- | -------------------- | -- | -- | ---- | ----- | ---- | ----- | ---- | ---- | --- | --- | ---- |
| 2012    | Los Angeles Clippers | 11 | 11 | 22,6 | .525  | —    | .333  | 5,3  | 0,4  | 0,6 | 1,6 | 4,5  |
| 2013    | Los Angeles Clippers | 6  | 6  | 24,0 | .455  | —    | .222  | 6,3  | 0,2  | 0,2 | 1,7 | 3,7  |
| 2014    | Los Angeles Clippers | 13 | 13 | 34,0 | .730  | —    | .434  | 12,5 | 0,8  | 0,9 | 2,5 | 9,6  |
| 2015    | Los Angeles Clippers | 14 | 14 | 34,4 | .716  | —    | .427  | 13,4 | 1,1  | 1,1 | 2,4 | 13,1 |
| 2016    | Los Angeles Clippers | 6  | 6  | 33,0 | .632  | —    | .373  | 16,3 | 1,8  | 1,2 | 2,7 | 11,7 |
| 2017    | Los Angeles Clippers | 7  | 7  | 37,8 | .705  | .000 | .393  | 14,4 | 0,7  | 0,4 | 0,9 | 15,4 |
| 2022    | Philadelphia 76ers   | 3  | 2  | 10,2 | 1.000 | —    | —     | 2,3  | 0,3  | 0,0 | 0,7 | 3,3  |
| 2023†   | Denver Nuggets       | 4  | 0  | 3,4  | .667  | —    | .500  | 1,0  | 0,3  | 0,0 | 0,3 | 1,3  |
| 2024    | Denver Nuggets       | 2  | 0  | 6,5  | .500  | —    | 1.000 | 1,5  | 0,0  | 0,5 | 0,5 | 2,0  |
| Karrier | Karrier              | 66 | 59 | 27,8 | .667  | .000 | .408  | 10,0 | 0,7  | 0,7 | 1,8 | 8,7  |